# Test de sobrecarga hídrica
El test de sobrecarga hídrica resulta una herramienta clínica útil para evaluar el estado del sistema de drenaje del humor acuoso y es una forma simple para analizar la capacidad del ojo para controlar su presión.
El test de sobrecarga hídrica es práctico y fácil de realizar. El paciente debe ingerir 800 ml de agua en 5 minutos. Luego se mide la PIO (presión intraocular) 4 veces con intervalos de 15 minutos. La medida máxima hallada en cualquiera de esas tomas se considera como el pico máximo del test.